# Natalja Iwoninskaja
Natalja Jewgenjewna Iwoninskaja (russisch Наталья Евгеньевна Ивонинская, engl. Transkription Natalya Ivoninskaya; * 22. Februar 1985 in Zelinograd, Kasachische SSR, UdSSR) ist eine ehemalige kasachische Hürdenläuferin, die sich auf die 100-Meter-Distanz spezialisiert hat.

## Sportliche Laufbahn
Erste Erfahrungen bei internationalen Meisterschaften sammelte Natalja Iwoninskaja im Jahr 2001, als sie bei den Jugendweltmeisterschaften in Debrecen mit 14,53 s über die Jugendhürden im Halbfinale ausschied und mit der kasachischen Sprintstaffel (1000 Meter) mit 2:16,78 min den Finaleinzug verpasste. 2004 siegte sie bei den Juniorenasienmeisterschaften in Ipoh in 13,92 s und schied anschließend bei den Juniorenweltmeisterschaften in Grosseto mit 14,12 s in der ersten Runde aus. Im Jahr darauf nahm sie zum ersten Mal an der Sommer-Universiade in Izmir teil und belegte dort in 13,46 s den achten Platz, ehe sie bei den Asienmeisterschaften in Incheon in 13,62 s Rang fünf erreichte. Daraufhin gewann sie bei den erstmals ausgetragenen Hallenasienspielen in Bangkok in 8,41 s die Silbermedaille über 60 m Hürden hinter der Chinesin Ji Fangqian. 2006 gewann sie dann auch bei den Hallenasienmeisterschaften in Pattaya in 8,49 s die Silbermedaille hinter der Chinesin Zhang Rong. Im Dezember nahm sie erstmals an den Asienspielen in Doha teil und wurde dort in 13,27 s Vierte.
2007 klassierte sie sich bei den Studentenweltspielen in Bangkok mit 13,13 s auf dem fünften Platz, ehe sie bei den Weltmeisterschaften in Osaka mit 13,12 s in der ersten Runde scheiterte. Anschließend siegte sie bei den Hallenasienspielen in Macau in 8,33 s im Hürdensprint und gewann im 60-Meter-Lauf in 7,59 s die Bronzemedaille hinter den Thailänderinnen Nongnuch Sanrat und Sangwan Jaksunin. Im Jahr darauf schaffte sie die Qualifikation für die Olympischen Spiele in Peking, bei denen sie mit 13,20 s im Vorlauf ausschied. 2009 wurde sie bei der Sommer-Universiade in Belgrad in 13,18 s Vierte und schied anschließend bei den Weltmeisterschaften in Berlin mit 13,41 s in der Vorrunde aus. Daraufhin gewann sie bei den Hallenasienspielen in Hanoi in 8,38 s die Silbermedaille über 60 m Hürden hinter der Thailänderin Wallapa Pansoongneun und schied über die flache Strecke mit 7,65 s im Vorlauf aus. Kurz darauf klassierte sie sich bei den Asienmeisterschaften in Guangzhou in 13,65 s auf dem siebten Platz. Im Jahr darauf nahm sie erneut an den Asienspielen ebendort teil und gewann dort in 13,24 s die Silbermedaille hinter der Südkoreanerin Lee Yeon-kyung und konnte ihr Rennen mit der kasachischen 4-mal-100-Meter-Staffel nicht beenden.
2011 gewann sie bei den Asienmeisterschaften in Kōbe in 13,15 s die Bronzemedaille hinter der Chinesin Sun Yawei und Jung Hye-lim aus Südkorea, wie anschließend auch bei den Studentenweltspielen in Shenzhen in 13,16 s hinter der US-Amerikanerin Nia Ali. Daraufhin erreichte sie bei den Weltmeisterschaften in Daegu das Halbfinale, in dem sie mit 12,96 s ausschied. Im Jahr darauf gewann sie bei den Hallenasienmeisterschaften in Hangzhou in 8,29 s die Silbermedaille hinter der Chinesin Wu Shuijiao, ehe sie bei den Hallenweltmeisterschaften in Istanbul mit 8,49 s in der ersten Runde ausschied. Sie nahm im Sommer an den Olympischen Spielen in London teil und 2013 ein letztes Mal an der Sommer-Universiade sowie an den Hallenweltmeisterschaften 2014, wurde dann aber 2020 des Dopings mit Turinabol und Stanozolol überführt und all ihre Resultate seit den Olympischen Spielen annulliert. Zudem wurde sie rückwirkend von 2018 bis 2020 gesperrt, jedoch hatte sie ihre Karriere bereits im Jahr 2014 beendet.
In den Jahren 2005 und 2006 wurde Iwoninskaja kasachische Meisterin im 100-Meter-Lauf sowie 2005 und 2006, 2009, 2011 und 2012 auch über 100 m Hürden.

## Persönliche Bestzeiten
- 100 Meter: 11,38 s (+1,1 m/s), 2. Juli 2008 in Almaty
  - 60 Meter: 7,58 s, 27. Januar 2012 in Qaraghandy
- 100 m Hürden: 12,68 s (+0,9 m/s), 19. Juni 2012 in Almaty
  - 60 m Hürden (Halle): 8,29 s, 2. Februar 2008 in Samara